# Kasteel Poseidon
Poseidon is een kasteel in neorenaissancestijl, dat zich bevindt in de Franse gemeente Varennes-sur-Fouzon, deel van de fusiegemeente Val-Fouzon in het departement Indre. Het kasteel is ook gekend onder de naam Château de la Borde of Château Laborde.

## Geschiedenis
Het kasteel werd gebouwd in 1860-1865, naar een ontwerp door Alfred Dauvergne (1824-1885). Deze architect was zeer actief in de Loirestreek, meer bepaald in Châteauroux en omgeving, waar hij de ontwerper was van talrijke kerken, pastorieën, gemeentehuizen en kastelen. Voor het kasteel Poseidon liet hij zich inspireren door het Kasteel van Azay-le-Rideau.
De nieuwbouw volgde op de sloop van een vorig kasteel, waarvan alleen nog een merkwaardige donjon overblijft. De afbraakmaterialen dienden voor de funderingen en de basis van het nieuwe kasteel.
Op de muur in de traphal werd een schildje aangebracht met de spreuk Qui veult, peut, de Franse variante van de Latijnse spreuk Nihil difficile volenti, die men kan vertalen als Wie wil, kan of als Waar een wil is, is een weg. De legende vertelt dat dit, naast Dieu le veut, een devies was van koning Arthur en zijn ridders van de ronde tafel. Het gezegde werd als volkswijsheid opgenomen onder de Bretoense spreuken en werd de wapenspreuk van de stad Pierrefonds in het departement van de Oise.

### Familie Boullet
Louis Gustave Boullet (1814-1867) en zijn echtgenote Gabrielle Picot d'Agard (1826-1905) waren de opdrachtgevers voor de bouw van het kasteel en werden de eerste bewoners. Hij behoorde tot een familie van eigenaars en handelaars. Hij stierf toen de werken pas voltooid waren. Zijn weduwe overleefde hem bijna veertig jaar. Ze hadden drie kinderen: Louis Boullet (1847-1907), Gabrielle Boullet (1851-1923) en Gustave Boullet (1863-1884). 
De zoon Louis Boullet trouwde met Léonie Cornilh de Beyssac (1858-1934) en ook zij hadden drie kinderen: Marthe Boullet (1886-1963), Pierre Boullet (1889-1956) en Eugène Boullet (1890-1940). Louis werd eigenaar van het domein na de dood van zijn moeder, maar twee jaar later overleed hij. Zijn weduwe overleefde hem bijna dertig jaar. 
Pierre Boullet en zijn vrouw en volle nicht Marguerite Cornilh de Beyssac (1885-1973) waren de erfgenamen, die vanaf 1915 hun intrek namen in het kasteel. In 1916 werd op het kasteel hun enige zoon geboren, Louis Boullet (1916-1997), die priester werd. Hij maakte indruk in de gemeente Belin-Beliet, waar hij pastoor was, en er werd na zijn dood een straat naar hem genoemd. Het echtpaar kreeg ook drie dochters, van wie er twee in Cauderan geboren werden, terwijl de jongste, Jacqueline op het kasteel geboren werd. 
In 1925 vroegen de broer en zus van Pierre de beëindiging van de onverdeeldheid en dit veroorzaakte de verkoop van het domein. 

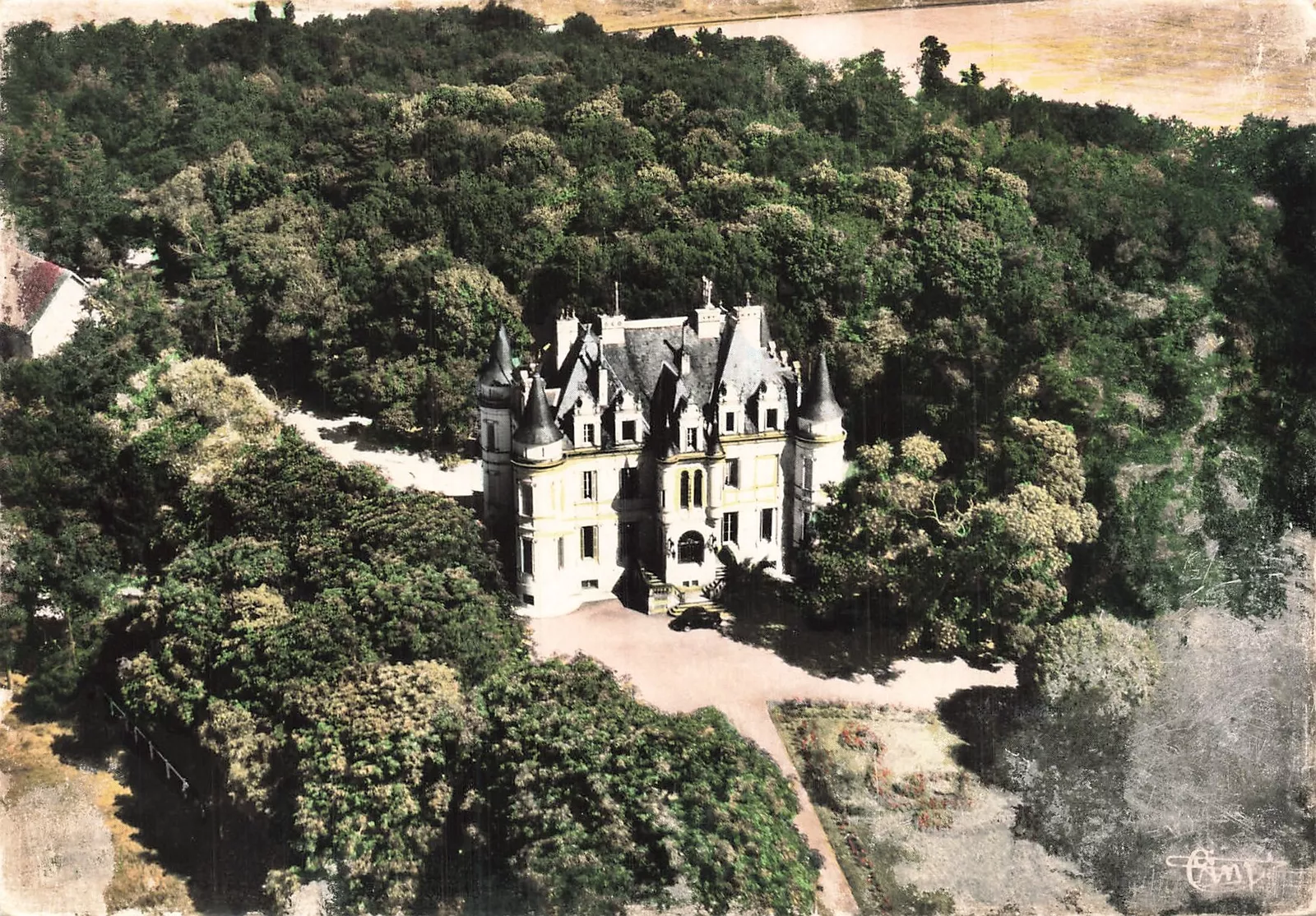
Luchtfoto van het kasteel, begin 20ste eeuw

### Opeenvolgende eigenaars
Tijdens het interbellum en tot in 1949 was het kasteel eigendom van Elie Granat (Kiev, 1889 - Parijs, 1969). Na zijn diploma van ingenieur te hebben behaald aan de École supérieure d’électricité (promotie 1911-12) werd hij hoofdingenieur van de vennootschap Barbier, Bénard et Turenne. Hij was uitvinder van apparatuur voor luchtafweer en gelijkaardige apparaten. Tijdens de Tweede Wereldoorlog leverde hij wapens aan de geallieerden. Benoemd tot commandeur in de Légion d'Honneur, werd hij, met zijn echtgenote, begraven op het Parijse kerkhof Père Lachaise. Ter gedachtenis werd hij in Varennes-sur-Fouzon geëerd met een straatnaam. 
Na Granat werd het kasteel eigendom van de Coopérative agricole d'élevage du Berry, gespecialiseerd in kunstmatige inseminatie van runderachtigen. De administratie bevond zich in het kasteel, het labo dat de zaden collecteerde bevond zich in een bijgebouw en de stieren verbleven in stallingen. Na een paar decennia begon de activiteit te verminderen, om uiteindelijk volledig te verdwijnen.
In 1980 werd de eigendom verkocht aan Josef-Albert Weber, een veertigjarige Duitser die zich uitgaf als medium, genezer en specialist in magnetisme. Hij leefde op grote voet en financierde dit door aanzienlijke sommen van enkele van zijn klanten af te troggelen. Hij gedroeg zich als kasteelheer, omringd door vier vrouwen, die op de verdieping elk een kamer bewoonden, met badkamer elk in een verschillend kleur. Hij kon de fictie van solvabiliteit niet lang volhouden en in 1983 verdween hij, een schuldenberg achterlatend, waaronder een schuld van 10 miljoen frank aan de fiscus. Hij werd failliet verklaard en de rechtbank van Châteauroux ging in 1985 over tot openbare verkoop van de eigendom.
De nieuwe eigenaar werd de zeventigjarige Duitse Erika Steinmuller. Ze had zich voor acht miljoen frank laten oplichten door de magnetiseur. Ze had niet de bedoeling het kasteel te komen bewonen, maar had vage plannen om er een hotel van te maken, wat echter op niets uitdraaide.
In 1989-90 werd het domein aangekocht door de Duitse ontwikkelaars Herbert Warth en Heinz Windhauser. Ze kochten omliggende percelen aan, tot het domein een oppervlakte van nagenoeg 200 hectare bereikte. Ze ontwikkelden projecten voor een luxueus vakantiecentrum met een hotelcapaciteit van 500 bedden en met een golfparcours met 18 holes. Ze vonden geen investeerders, zodat hiervan niets terechtkwam. 

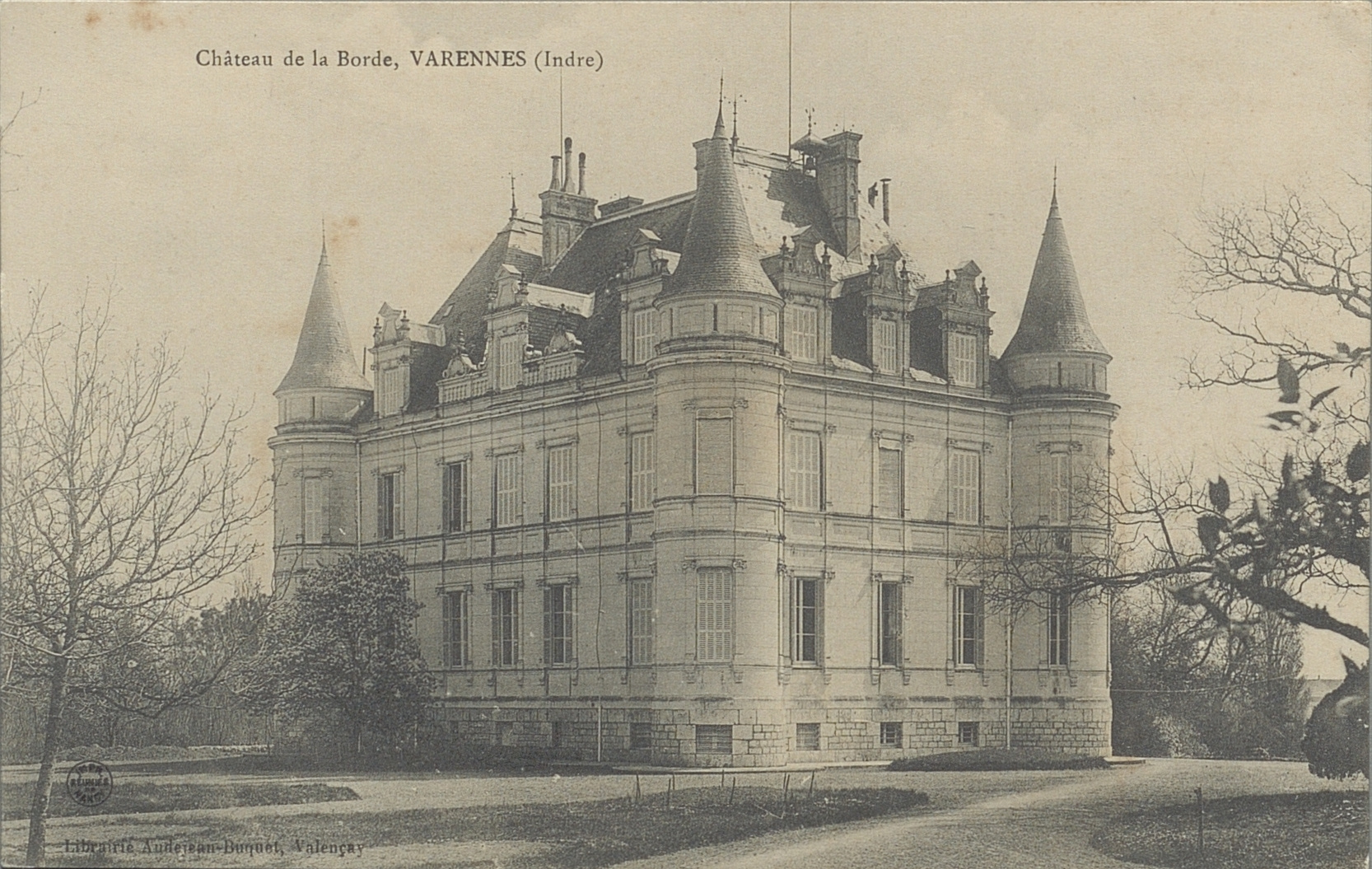
Het kasteel op een oude postkaart

Het kasteel bleef vier decennia onbewoond. Het gebouw ging achteruit en er vonden diefstallen plaats (schouwmantels, smeedwerk, luchters). Niettegenstaande deze schandalige ingrepen bleef het kasteel in een relatief goede fysieke toestand, dankzij controle via een alarmsysteem en door een aandachtige buurman. Ontmoedigd door gebrek aan respons, zochten de eigenaars naar kopers.

## Beschrijving
Het kasteel kreeg de naam "Poseidon" vanwege het beeldhouwwerk dat de god van de oceanen verbeeldt en aan de voet staat van de monumentale trap. De bouwheer was wellicht beroepshalve verbonden met de zee.

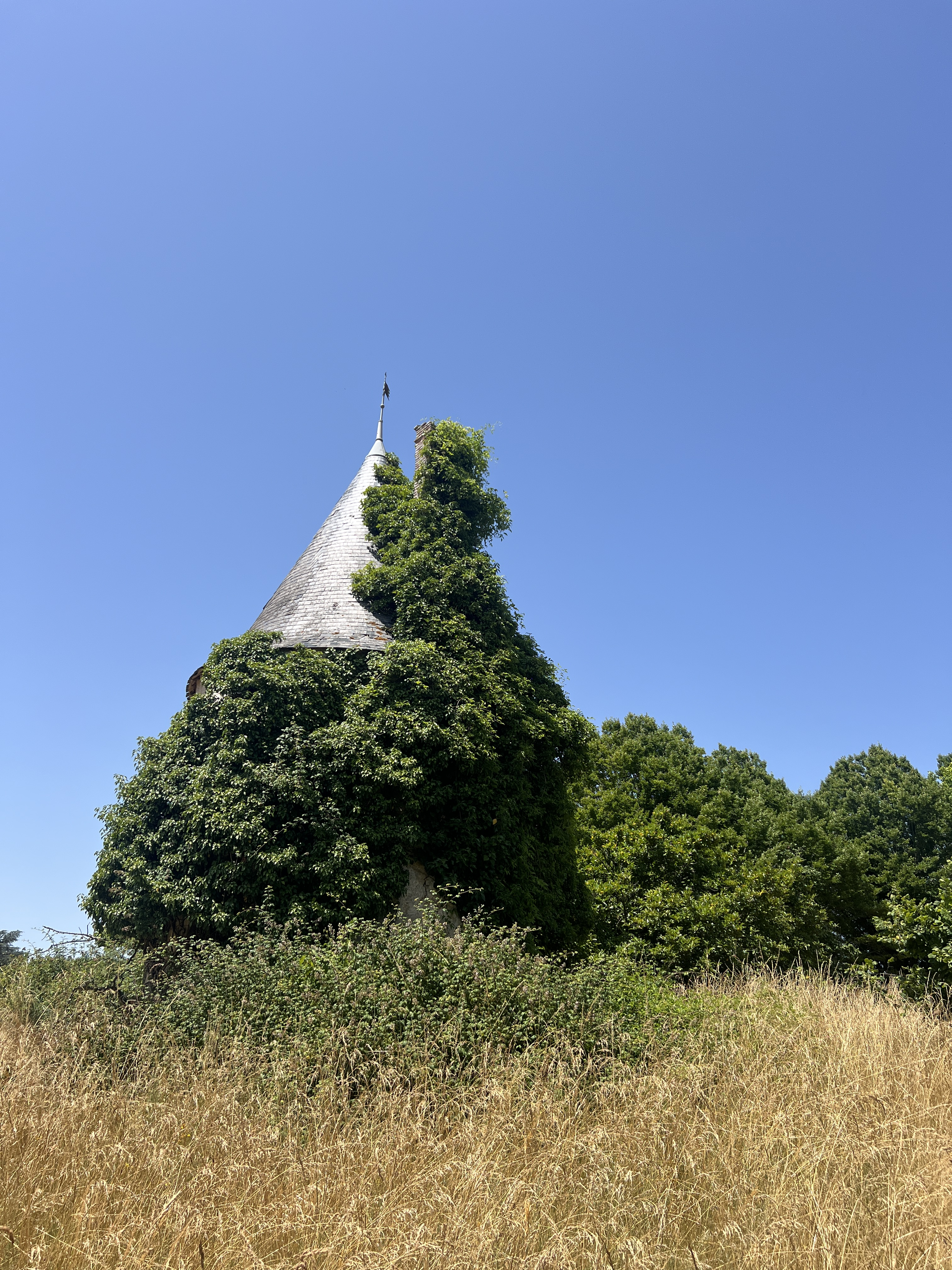
De zeventiende-eeuwse toren, laatste getuige van het vroegere kasteel

Het centraal gebouw is op de vier hoeken afgewerkt met een symmetrische toren. Het geheel strekt zich uit over vijf bouwlagen:
- de kelders, met daarin de vroegere keukens en verwarmingsinstallatie,
- het schoon verdiep met zijn salons en zijn woonvertrekken,
- de eerste verdieping met een kleine kapel en verschillende kamers met badkamer,
- de tweede verdieping met mansardekamers voor het personeel,
- de zolders met houten dakspanten.

Op verschillende plaatsen bevinden zich brandglazen, werk van de meester-glazeniers uit Tours, Julien-Léopold Lobin (1814-1864) en zijn zoon Lucien-Léopold Lobin (1837-1892).

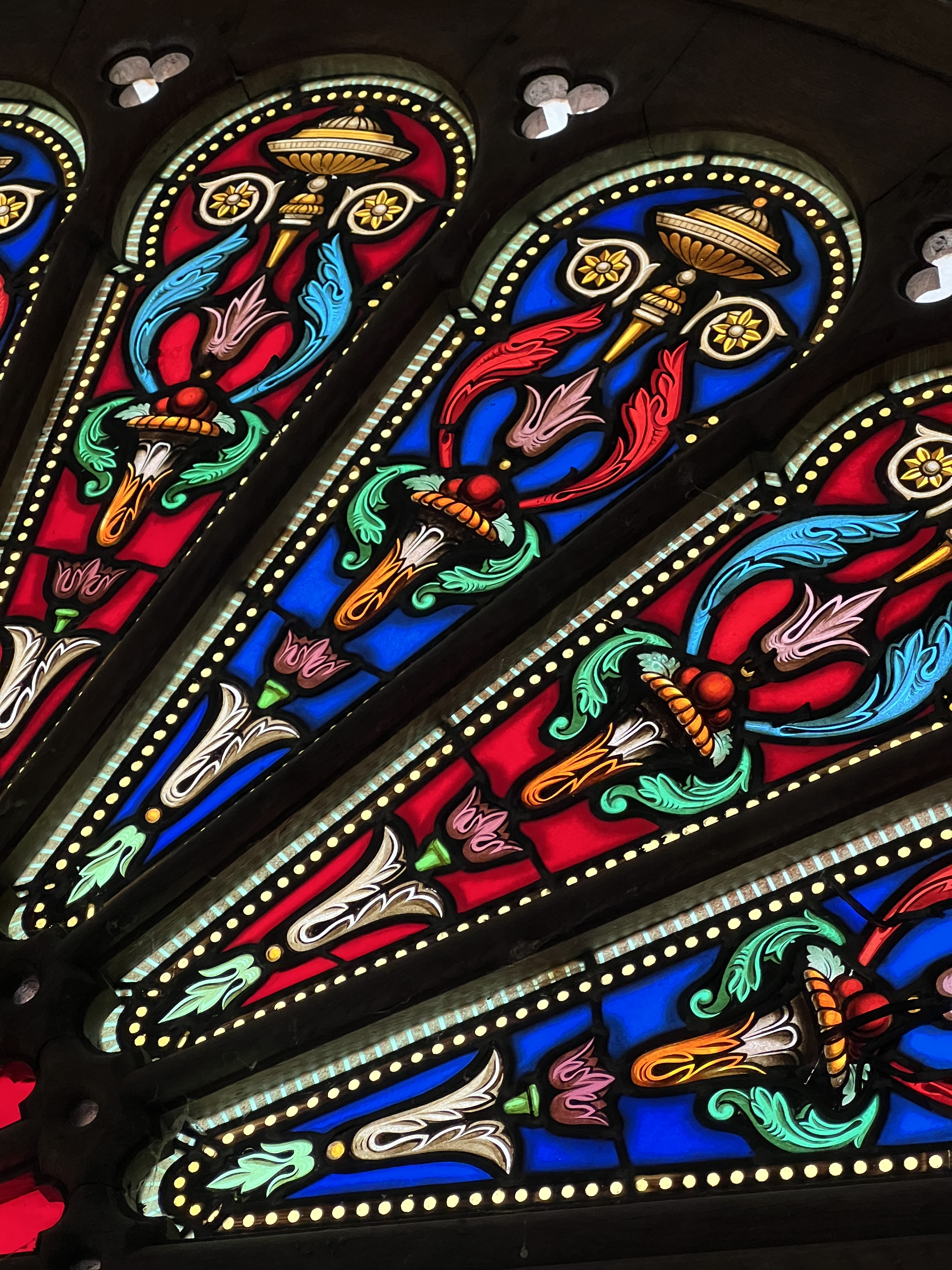
Detail van een brandglas

Zijn in behoorlijke staat bewaard: de ingangsdeur, de monumentale trap, het houtwerk van deuren en lambriseringen, de gebeeldhouwde plafonds, de parketten en stenen vloeren, de fresco's op de muren van het salon gewijd aan de jacht, de diensttrap, de mantelschouwen op de verdieping en het dakgebinte. Gevels en daken zijn in relatief goede staat gebleven. 
Het restauratieproject strekt zich uit over het kasteel zelf, de donjon, de conciërgewoning (daterend uit 1960), de opnieuw te plaatsen toegangspoort, het park en bebost gebied dat zich over 17 hectare uitstrekt.

## Restauratie
Het kasteel kwam in juli 2025 in het bezit van twee Canadezen, de verzekeraar Thomas Garneau-Bertrand (°1990) en de handelaar in vintage-luxekledij en accessoires Damien Verhaegen (°1990). Ze koesteren de ambitie het kasteel in zijn oude glorie te herstellen. Ze willen er zelf gaan wonen en de bel-etage aanwenden voor huwelijksfeesten en andere evenementen, met gastenkamers op de verdiepingen. Voor dit project rekenen ze op een afwerking binnen een termijn van vijf à tien jaar.

### Architect, glazeniers en bewoners
- « Wie zijn de Dauvergnes ? », Archieven Indredepartement.
- L. HUILLIER, La famille Lobin et la peinture sur verre en Touraine, Bulletin de la Société archéologique de Touraine, t. 9, 1892, p. 97-110
- Abbé Jean-Jacques BOURASSÉ, J.-Léopold Lobin, peintre d'histoire, directeur de la manufacture de vitraux peints de Tours. Notice biographique, imprimerie de J. Bouserez, Tours, 1864 ()
- L. HUILIER, La famille Lobin et la peinture sur verre en Touraine, Bulletin de la Société archéologique de Touraine, tome 9, Tours, Librairie de la Société archéologique de Touraine, 1892.
- Françoise PERROT & Nicole BLONDEL, L'atelier Lobin, l'art du vitrail en Touraine, CLD, 1995]
- Olivier GENESTE, Le vitrail en Touraine au XIXe siècle, un foyer de création, Service patrimoine et inventaire de la région Centre - Val-de-Loire, 2022]
- Geneanet, berichten over de families Boullet, Picot d'Agard, Cornilh de Beyssac.
- Ministerie van Defensie, Legerarchieven (Kasteel Vincennes), fiche Elie Granat
- Begraafplaats van Elie Granat op het kerkhof Père-Lachaise

### Jonge eigenaars
- Flore MABILLEAU, Dans le village de Val-Fouzon, au nord de l’Indre, le château de la Borde appartenant à des investisseurs allemands, et qui devait devenir dans les années 90 un gigantesque centre de vacances de luxe, est aujourd’hui en déshérence, La Nouvelle République, 12 mai 2024.
- Martine ROY, Ils vont réveiller le château endormi de Val-Fouzon, La Nouvelle République, 21 juillet 2025.
- Maude LARIN-KIERAN, Deux Québécois deviennent propriétaires d'un château en France, TVA Nouvelles, 18 juillet 2025.
- Cécile VERIN, "Une aventure unique". Ce couple de Québécois a tout plaqué pour un château français abandonné, Ouest France, 30 juillet 2025.